# HMCS Algonquin (R17)
HMCS Algonquin (R17/224) là một tàu khu trục lớp V của Hải quân Hoàng gia Canada; nguyên là chiếc HMS Valentine (R17) được Hải quân Hoàng gia Anh Quốc chế tạo trong Chương trình Khẩn cấp Chiến tranh nhưng được chuyển cho Canada sau khi hoàn tất. Algonquin đã hộ tống các tàu sân bay tấn công thiết giáp hạm Đức Quốc xã Tirpitz vào tháng 3 năm 1944 cũng như bắn pháo hỗ trợ trong cuộc Đổ bộ Normandy; rồi được điều sang Mặt trận Thái Bình Dương, nhưng chiến tranh kết thúc trước khi nó kịp tham chiến. Sau chiến tranh Algonquin được cải biến thành một tàu frigate nhanh chống tàu ngầm Kiểu 15 vào năm 1953 với ký hiệu lườn mới 224, và tiếp tục phục vụ cho đến khi ngừng hoạt động năm 1970 và bị tháo dỡ tại Đài Loan năm 1971.

## Thiết kế và chế tạo
Valentine được chế tạo tại xưởng tàu của hãng John Brown & Company ở Clydebank và được đặt lườn vào ngày 8 tháng 10 năm 1942. Nó được hạ thủy vào ngày 2 tháng 9 năm 1943 và nhập biên chế cùng Hải quân Hoàng gia Canada như là chiếc HMCS Algonquin vào ngày 28 tháng 2 năm 1944.

## Lịch sử hoạt động

### Thế Chiến II
Khi được đưa vào hoạt động, HMCS Algonquin được phân về Chi hạm đội Khu trục trực thuộc Hạm đội Nhà. Vào tháng 3 năm 1944, cùng với chi hạm đội, nó hình thành nên lực lượng hộ tống cho các tàu sân bay tung ra cuộc không kích nhắm vào thiết giáp hạm Đức Tirpitz trong khuôn khổ Chiến dịch Tungsten. Đến tháng 4, nó hộ tống một lực lượng tấn công truy lùng tàu bè Đức gần quần đảo Lofoten của Na Uy. Nó khởi hành từ Scapa Flow vào tháng 5 để tham gia Chiến dịch Neptune, hoạt động hải quân trong khuôn khổ cuộc Đổ bộ Normandy; và sau đó đã bắn pháo hỗ trợ cho cuộc đổ bộ tại bãi Juno. Sau khi kết thúc chiến dịch, nó quay trở về Scapa Flow tiếp nối các hoạt động thường lệ. Đến tháng 7, nó hình thành nên lực lượng hộ tống cho các tàu sân bay Anh trong Chiến dịch Mascot, cuộc không kích nhắm vào thiết giáp hạm Tirpitz.
Vào tháng 8, Algonquin tham gia giải cứu thủy thủ đoàn của chiếc tàu sân bay hộ tống HMS Nabob, vốn bị trúng ngư lôi và hư hại nặng trong Chiến dịch Goodwood nhằm tấn công Tirpitz, và đã cứu vớt được 200 người. Trong mùa Đông 1944-1945, nó giúp hộ tống đoàn tàu vận tải Bắc Cực JW 63/RW 63 đi từ Scotland đến vịnh Kola, Nga và quay trở về. Chiếc tàu khu trục đi đến Canada vào tháng 2 năm 1945 cho một đợt tái trang bị để nhiệt đới hóa tại Halifax, Nova Scotia. Khi công việc hoàn tất vào tháng 8, nó lên đường để gia nhập Hạm đội Thái Bình Dương; nhưng chiến tranh kết thúc do việc Nhật Bản đầu hàng đang khi nó trên đường đi tại Địa Trung Hải. Sau chặng dừng ngắn tại Alexandria, Ai Cập, nó vượt Ấn Độ Dương và Thái Bình Dương để đi đến căn cứ mới tại Esquimalt trên đảo Vancouver, thuộc vùng bờ biển phía Tây của Canada. Tại đây nó được đưa về lực lượng dự bị và không được sử dụng đến trong nhiều năm.

### Sau chiến tranh
Vào năm 1953, Algonquin được hiện đại hóa thành một tàu frigate nhanh chống tàu ngầm Kiểu 15 tại Esquimalt, và được cho nhập biên chế trở lại vào ngày 25 tháng 2 năm 1953 như là chiếc HMCS Algonquin (224). Nó không được chọn để phục vụ trong cuộc Chiến tranh Triều Tiên; thay vào đó nó được điều động đến Căn cứ Shearwater, Nova Scotia thuộc vùng bờ biển Bắc Đại Tây Dương, nơi nó trải qua hầu hết thời gian của 14 năm tiếp theo hoạt động cùng các đồng minh của Canada trong khối NATO.
Algonquin quay trở lại Esquimalt vào năm 1967 và được cho ngừng hoạt động vào ngày 1 tháng 4 năm 1970. Nó bị tháo dỡ tại Đài Loan vào năm 1971.